# 九龍巴士N260線
九龍巴士N260線是香港一條來往屯門碼頭及美孚的通宵巴士路線，提供屯門區絕大部分主要屋苑來往荃灣、葵涌及美孚的通宵巴士服務。
九龍巴士N252線是香港一條由美孚單向開往屯門（三聖邨），途經青山公路沿線及掃管笏。
渣打馬拉松特別巴士路線R260，由九巴營辦，於渣打香港馬拉松舉行當日凌晨由屯門碼頭單向前往尖沙咀東 （麼地道），於屯門區的走線及分站與N260線完全相同，後取道屯門公路、荃灣路、葵涌道、西九龍走廊及加士居道直達尖沙咀。

## 歷史
- 1997年7月14日：本線投入服務。
- 1999年3月28日：本線繞經荃灣及葵涌，擴大服務範圍。
- 2002年2月1日：本線繞經兆康苑（青麟路和藍地交匯處）[7]。
- 2005年6月1日：本線改以雙層巴士行走。
- 2008年6月8日：九巴加價，全程由$9.1加至$9.6，由豐景園往屯門碼頭之分段收費，由$5.5加至$5.8。
- 2009年9月7日：本線往九龍方向，於青麟路近五柳路增設分站。（同日增設此分站的路線：67M、67X、260A（2009年10月18日起停止服務）、267S、過海隧道巴士960A及960B線）
- 2011年1月16日凌晨12時01分至約2013年1月：為配合屯門公路改善工程，本線位於屯門公路南行新墟街市對面的巴士中途站暫停使用。受影響的乘客需使用位於屯門鄉事會路南行近屯門大會堂的巴士中途站。
- 2011年5月15日：本線加價，全程由$9.6加至$10，由豐景園往屯門碼頭之分段收費，由$5.8加至$6.1；同日起，本線往新界方向，於青麟路近五柳路增設分站。（同日增設此分站的路線：67M、67X及龍運巴士E33P線）
- 2011年5月15日：本線加價，全程由$10加至$10.6，由豐景園往屯門碼頭之分段收費，由$6.1加至$6.5。
- 2013年9月28日：加停屯門公路巴士轉乘站，並與其他路線提供轉乘優惠。
- 2014年7月6日：本線加價，全程由$10.6加至$11.1，由豐景園往屯門碼頭之分段收費，由$6.5加至$6.8。
- 2014年12月27日：提早屯門碼頭的頭尾班車開出時間，延遲美孚頭班車開出時間，提早美孚尾班車開出時間，同時調整班次[8]。
- 2015年6月27日：增設到站時間預報。[9]
- 2018年1月21日：R260線配合渣打馬拉松2018而投入服務。
- 2018年9月18日：N252線開辦，該線原是以N260的特別車行走[10]，但因被指容易混淆常規班次和特別車，故使用獨立編號N252[11][12]。
- 2021年9月13日：N252線加經掃管笏路並增設中途站[13]。
- 2023年2月12日：R260線改經興貴街及欣寶路，不經震寰路。
- 2024年6月25日：N260線延遲由美孚開出之頭班車時間至00:30[14]。

## 服務時間（詳細班次）
N260
| 每日屯門碼頭開 | 每日屯門碼頭開 | 每日屯門碼頭開 | 每日屯門碼頭開 | 每日屯門碼頭開 | 每日屯門碼頭開 |
| -------------- | -------------- | -------------- | -------------- | -------------- | -------------- |
| 00:00          | 00:30          | 01:00          | 01:30          | 02:00          | 02:30          |
| 03:00          | 03:30          | 04:00          | 04:30          | 05:00          | 05:30          |
| 每日美孚開     |                |                |                |                |                |
| 00:30          | 01:00          | 01:30          | 02:00          | 02:30          | 03:00          |
| 03:30          | 04:00          | 04:30          | 05:00          | 05:30          | 06:00          |

N252
- 每日美孚開：01:05、01:35

R260
- 渣打香港馬拉松舉行當日：04:20

## 收費
| 路線       | 全程收費 | 分段收費                                                 |
| ---------- | -------- | -------------------------------------------------------- |
| N260／N252 | $12.7    | - 豐景園往屯門碼頭（N260）／大欖涌往三聖邨（N252）：$7.8 |
| R260       | $28.4    | - 無分段收費                                             |

| - 本線設有12歲以下小童及65歲或以上長者半價優惠。 - 65歲或以上香港居民使用「樂悠咭」，以及12歲以下合資格殘疾兒童使用「殘疾人士身份」個人八達通繳付車資，均可享有每程$2.0或半價（以較低者為準）的票價優惠；12至64歲合資格殘疾人士使用「殘疾人士身份」個人八達通（包括「樂悠咭」），以及60至64歲香港居民使用「樂悠咭」繳付車資，均可享有每程$2.0或全費（以較低者為準）的票價優惠。 - 65歲或以上長者如使用長者或一般個人八達通繳付車資，則只可享有半價優惠；12至64歲合資格殘疾人士如不使用「殘疾人士身份」個人八達通，以及60至64歲人士如不使用「樂悠咭」繳付車資，必須繳付全費。 - 乘客可以現金或八達通於上車時付款，不設找續。 - 每位成人乘客可免費攜帶最多兩名4歲以下而不佔座位的兒童乘客乘車，超額之4歲以下小童必須繳付小童車費乘車。 - 持有「九巴月票」之乘客在車票有效期內，每日可享最多10程任何九龍巴士及龍運巴士路線（包括本路線，以及聯營路線的九龍巴士／龍運巴士提供的班次；惟乘搭機場「A」及「NA」線則可享原價二七折優惠（不會計算每天10次合資格車程））；而B1線則每日可享最多各2程（不會計算每天10次合資格車程）。 - 九龍巴士、城巴、龍運巴士及陽光巴士全職員工及家屬（不包括外判職員）可免費乘搭本路線，惟必須拍職員或職員家屬八達通。 - 乘客亦可透過多元化電子支付系統（e度嘟）繳付車資，包括使用非接觸式VISA卡、JCB卡、萬事達卡、銀聯卡、美國運通、大來國際、Discover Card、Apple Pay、Google Pay、Samsung Pay、AlipayHK「易乘碼」、支付寶、WeChatHK／微信支付「搭車碼」、銀聯雲閃付「乘車碼」及BOC Pay「乘車碼」。乘客使用此付款方式，使用此支付方式的乘客可享有中途下車之分段收費，以及與其他九巴／龍運獨營路線或聯營線九巴／龍運班次之轉乘優惠，惟不適用於與非九巴／龍運路線之轉乘優惠，亦不能享有「公共交通費用補貼計劃」及「長者及合資格殘疾人士公共交通票價優惠計劃」。 |

### 八達通轉乘優惠
乘客登上本線後120分鐘內以同一張八達通卡在美孚轉乘以下路線，或從以下路線登車後120分鐘內以同一張八達通卡在美孚轉乘本線，全程合共$17.7：
N260←→N237
- N260往美孚 → N237往葵盛
- N237往美孚 → N260往屯門

N260←→N241
- N260往美孚 → N241往長宏／紅磡站
- N241往長宏／紅磡站 → N260往屯門

## 行車路線
N260

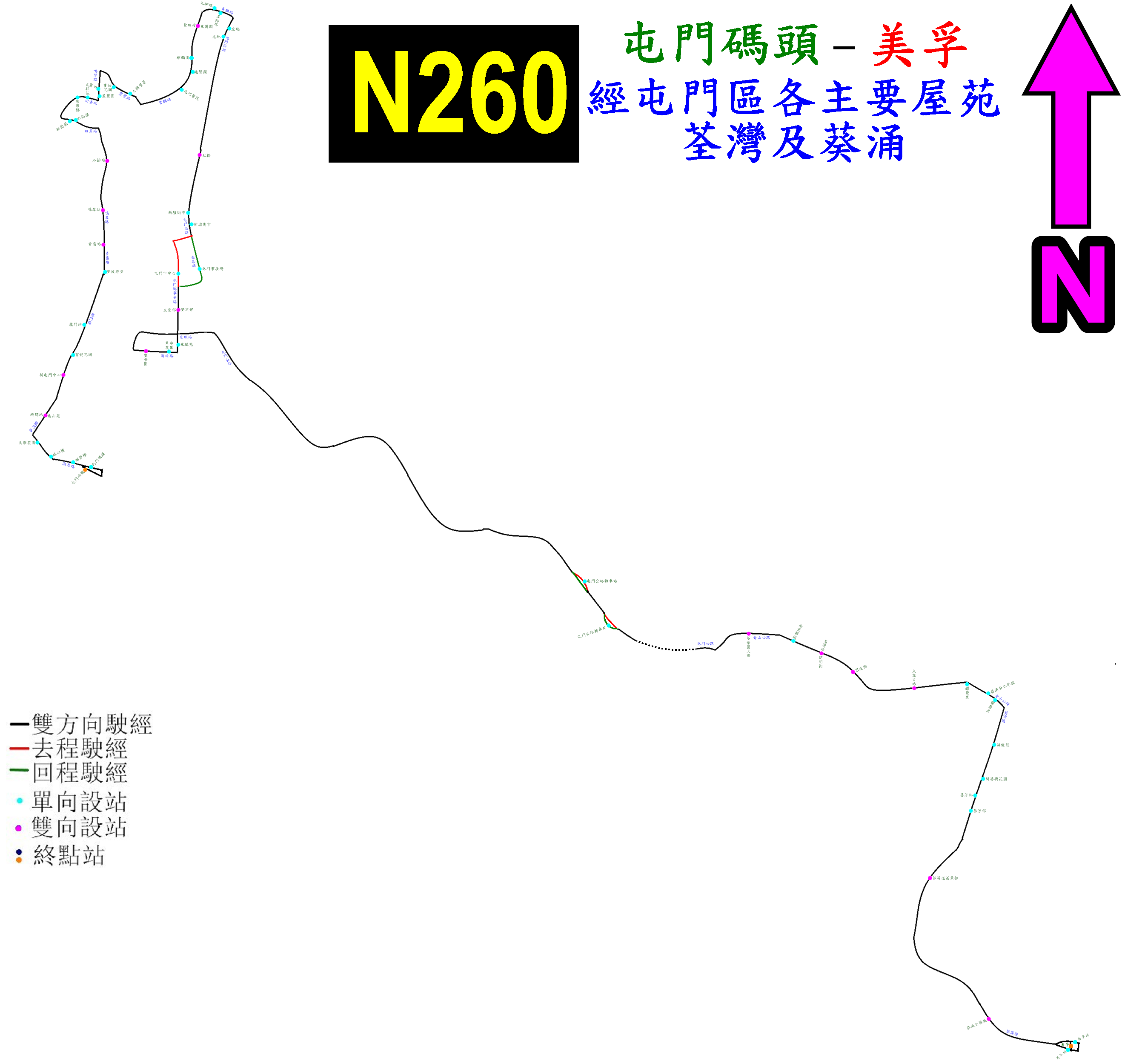
從此線的走線圖可見本線的走線比起日間常規路線迂迴，因為本線駛經屯門區絕大部分主要屋苑

屯門碼頭開經：湖翠路、龍門路、青雲路、鳴琴路、田景路、鳴琴路、震寰路、青麟路、藍地交匯處、屯門公路、杯渡路、屯門鄉事會路、海珠路、海皇路、皇珠路、屯門公路、屯門公路巴士轉乘站、屯門公路、青山公路（荃灣段、葵涌段）、葵涌道、長沙灣道及荔枝角道。

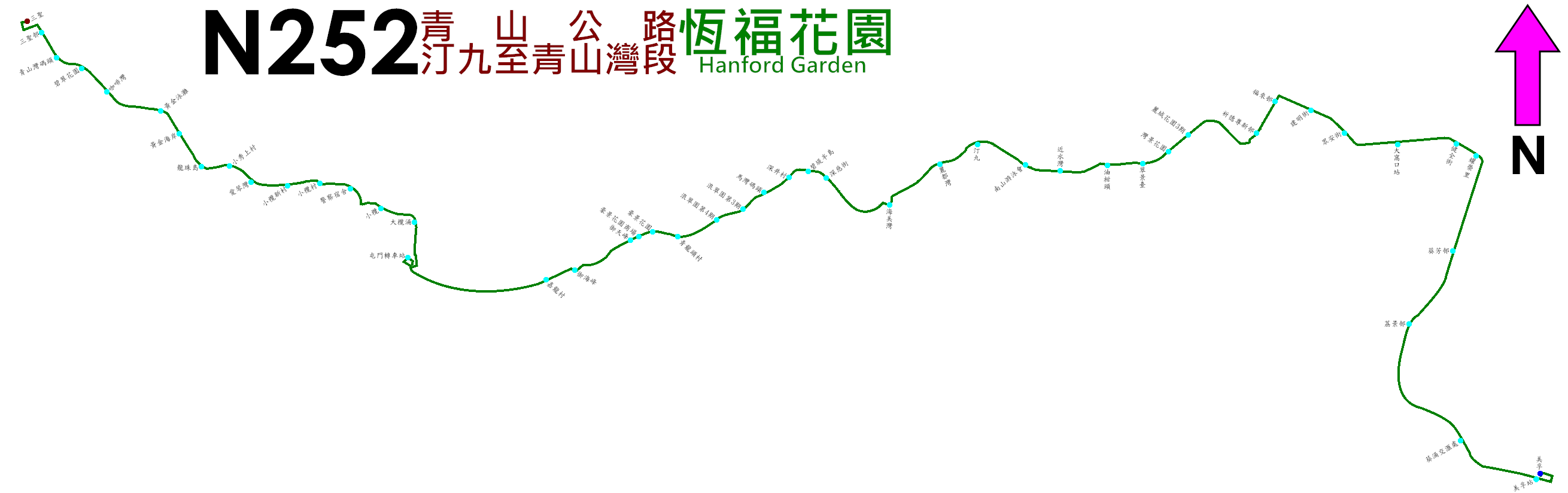
N252線的走線圖

美孚開經：長沙灣道、荔枝角道、葵涌道、青山公路（葵涌段、荃灣段）、屯門公路、屯門公路巴士轉乘站、屯門公路、皇珠路、海皇路、海珠路、屯門鄉事會路、屯興路、屯喜路、屯門公路、藍地交匯處、青麟路、震寰路、鳴琴路、田景路、鳴琴路、青雲路、龍門路及湖翠路。
N260線具體停站請參考資訊框。
N252
經：長沙灣道、荔枝角道、葵涌道、青山公路（葵涌段、荃灣段）、大涌道、海興路、海安路、青山公路（汀九段、新汀九段、深井段、青龍頭段、大欖段）、屯門公路巴士轉乘站、青山公路（大欖段、掃管笏段）、掃管笏路、青山公路（掃管笏段、青山灣段）及三聖街。
N252線具體停站請參考資訊框。
R260
經：湖翠路、龍門路、青雲路、鳴琴路、田景路、鳴琴路、震寰路、青麟路、藍地交匯處、屯門公路、杯渡路、屯門鄉事會路、海珠路、海皇路、皇珠路、屯門公路、荃灣路、葵涌道、荔枝角道、西九龍走廊、渡船街、加士居道、漆咸道南、康莊道、順風道、安運道、暢運道、漆咸道南及梳士巴利道。
R260線具體停站請參考資訊框。